# یارمیلا کرالیچکووا
یارمیلا کرالیچکووا (چکی: Jarmila Králíčková؛ زادهٔ ۱۱ مهٔ ۱۹۴۴) بازیکن هاکی روی چمن اهل چکسلواکی بود.